# Zora (strip)
Zora je strip epizoda Dilana Doga objavljena u Srbiji u svesci #210. u izdanju Veselog četvrtka. Na kioscima se pojavila 11. aprila 2024. Koštala je 450 dinara (3,8 €; 4,1 $). Imala je 94 strane.

## Originalna epizoda
Originalna epizoda pod nazivom Albachiara objavljena je premijerno u #419. regularne edicije Dilana Doga u Italiji u izdanju Bonelija. Izašla je 30.7.2021. Koštala je 4,9 €. Scenario je napisala Kontu Gabriela prema motivima pesme Vaska Rosija, a nacrtao Serđo Gerasi. Naslovnu stranu nacrtao Điđi Kavenago. Alternativnu naslovnu stranu nacrtao je De Tomaso Fabricio.

## Kratak sadržaj
Neobičan gost posećuje Dilana u Krejven Roadu 7. Radi se o nevidljivom čoveku, tj. čoveku koji nestaje. Reč je o mladiću na koga su ljudi prestali da obraćaju pažnju jer nije mogao da se uklopi u njihovo društvo. Umesto da živi svoj život, bilo mu je lakše da posmatra tuđe živote i stoji sa strane. Ali onda je nestao. Nije kod Dilana došao zbog sebe već devojke po imenu Zora, koju čeka ista sudbina. Nevidljivi čovek moli Dilana da pomogne Zori i spreči njeno nestajanje. Dilan pristaje, ne znajući da je još neko zainteresovan za Zorino nestajanje.

## Trilogija pesama Vaska Rosija
Ovo je druga epizoda koja je napravljena po motivima pesama Vaska Rosija.

## Prethodna i naredna sveska
Prethodna sveska regularne edicije nosila je naslov Sali (#209), a naredna Dženi (#211).